# Hendrika Maria van Piggelen
Hendrika Maria van Piggelen (Utrecht, 20 maart 1900 – Bautzen, 10 maart 1945) was een ambtenaar bij de Nederlandse Spoorwegen. Op 30 april 1943 zette ze het spoorwegpersoneel aan tot een staking.

## Biografie
Van Piggelen werd op 2 september 1918 aangesteld als tijdelijk waarnemend bureaubediende bij de Staatsspoorwegen. Ze kwam te werken in het Centraalgebouw, tegenwoordig beter bekend als De Inktpot. Op 1 augustus 1919 werd ze benoemd tot bureaubediende. Op 20 maart 1920 werd ze bevorderd tot schrijfster. Op 1 mei 1930 werd ze bureelambtenaar. Op 1 januari 1911 kreeg ze de rang van adjunct-commies.
Van Piggelen was als cheffin werkzaam bij de telefooncentrale. Op 30 april 1943 was ze erg verbolgen over het feit dat de NS niet meedeed aan de April-meistakingen. Ze meende dat de directie daarvoor te laf was en zou hebben gezegd: “Als jullie niet meestaken, breek ik jullie benen.” Rond het middaguur verzond een van haar ondergeschikten, Gré Hekket, een telex naar de twaalf hoofdstations met de tekst: “Hierbij verklaren wij, dat Hgb I, II en III vanaf 14 uur in staking zullen overgaan. Coll en opbellen als begrepen”. Het telexbericht werd een half uur na de verzending ervan door de directie van de NS ontkracht. De circa 900 medewerkers die het werk al hadden neergelegd, kregen te horen dat ze niet zouden worden ontslagen als ze het werk weer zouden hervatten. Hekket echter, werd dezelfde dag nog gearresteerd.
Van Piggelen werd na de staking overgeplaatst naar een kleinere telefooncentrale. Op 13 december 1943 werd ze alsnog door de SD gearresteerd. Tijdens de rechtszitting bleek dat haar oud-collega's haar verantwoordelijk hielden voor de gebeurtenissen op 30 april 1943. In mei 1944 werd Van Piggelen veroordeeld tot anderhalf jaar vrouwentuchthuis. Ze heeft gevangengezeten in Kleef, Krefeld en Königswartha. Ze overleed in de gevangenis te Bautzen.

## Eerbetoon
- Haar naam staat vermeld op de Erelijst van Gevallenen 1940-1945.[6]
- Haar naam staat vermeld op de plaquette van het Monument voor het gevallen spoorwegpersoneel in Utrecht.[7]
- Haar naam staat vermeld op de Plaquette voor het gevallen spoorwegpersoneel in de Inktpot.[8]